# Liebe (2012)
Liebe (Originaltitel Amour, Festivaltitel Love) ist ein Spielfilm des österreichischen Regisseurs und Drehbuchautors Michael Haneke aus dem Jahr 2012. Das kammerspielartige Drama handelt von einem pensionierten, gutsituierten Pariser Ehepaar (dargestellt von Jean-Louis Trintignant und Emmanuelle Riva), dessen Liebe auf die Probe gestellt wird, nachdem die Frau einen Schlaganfall erlitten hat. Das Drehbuch zu Liebe war laut Haneke durch eigene Erlebnisse in seiner Familie inspiriert. Der Film ist eine Produktion der französischen Les Films du Losange, des deutschen X-Filme Creative Pool und der österreichischen Wega Film.
Hanekes Film, der am 20. Mai 2012 im Rahmen des Wettbewerbs der 65. Internationalen Filmfestspiele von Cannes uraufgeführt wurde, gewann mit der Goldenen Palme den Hauptpreis des Festivals. Es folgten zahlreiche weitere internationale Auszeichnungen, darunter 2013 ein Oscar und ein Golden Globe, jeweils in der Kategorie bester fremdsprachiger Film, sowie zwei BAFTA Awards und fünf Césars.
In Deutschland lief Liebe am 20. September 2012 in den Kinos an, in Österreich einen Tag später. Der Kinostart in der Schweiz erfolgte am 4. Oktober 2012.

## Handlung
Die Feuerwehr bricht in einer geräumigen Pariser Innenstadtwohnung die Wohnungstür auf, nachdem die Nachbarn die Mieter lange nicht mehr gesehen haben. Polizeibeamte stoßen auf eine mit Klebeband versiegelte Tür. Als sie diese öffnen, finden sie die Leiche einer alten Frau, die offenbar schon längere Zeit tot ist. Der Leichnam ist auf dem Bett drapiert, festlich bekleidet und mit Blumen geschmückt.
In einer Rückblende werden die Mieter der großbürgerlichen Altbauwohnung mit Flügeltüren, holzvertäfelten Wänden und einem Konzertflügel vorgestellt – das nach vielen Ehejahren immer noch zärtlich miteinander verbundene Paar Georges und Anne. Beide sind kultiviert, um die 80 – Anne hat als Klavierlehrerin gearbeitet. Sie kehren eines Abends gutgelaunt von einem Schubert-Konzert von Annes früherem Schützling Alexandre im Théâtre des Champs-Élysées nach Hause zurück. Dort stellen sie fest, dass offenbar erfolglos versucht worden ist, in ihre Wohnung einzubrechen. Anne findet die Nacht über keinen Schlaf. Als das Ehepaar am nächsten Morgen gemeinsam frühstückt, fällt Anne plötzlich in einen katatonischen Zustand. Sie starrt für einige Minuten schweigend ins Leere und es gelingt ihr nicht mehr, Tee in ihre Tasse einzugießen. Diese Begebenheit verunsichert das Paar sehr.
Ein Arzt stellt bei Anne eine verengte Halsschlagader fest. Sie erleidet einen Schlaganfall und kehrt nach einer fehlgeschlagenen Operation im Krankenhaus nach Hause zurück. Ihre rechte Körperhälfte ist gelähmt und sie ist auf einen Rollstuhl angewiesen. Sie hegt gegenüber ihrem Ehemann offen Suizidgedanken, obwohl sich Georges aufopferungsvoll um sie kümmert. Er hilft ihr beim Ankleiden, bei allen täglichen Verrichtungen und bei der Krankengymnastik. Später stellt Georges zeitweise zwei Pflegerinnen ein, eine entlässt er wieder.
Mit dem Fortschreiten von Annes Krankheit isoliert sich das Paar zunehmend, auch von der verzweifelten Tochter Eva. Diese lebt mit ihrer Familie in London und fände ihre Mutter besser in einem Pflegeheim aufgehoben. Georges will Anne, wie versprochen, bis zu ihrem Tod in der gemeinsamen Wohnung weiterpflegen. Anne kann sich kaum noch artikulieren, weigert sich zu essen und zu trinken oder ruft stundenlang um Hilfe. Georges erlebt Tag- bzw. Albträume. Er verliert die Beherrschung und ohrfeigt Anne, als sie sich eines Tages weigert, das mit einer Schnabeltasse zugeführte Wasser zu trinken, und stattdessen ausspuckt.
Als Georges eines Tages beim Rasieren erneut Hilferufe seiner Ehefrau vernimmt, setzt er sich zu ihr ins Schlafzimmer. Er erzählt ihr zur Beruhigung eine Geschichte aus seiner Jugend, als er unter Diphtherie litt. Dann erstickt er Anne unvermittelt mit einem Kopfkissen. Georges kauft Blumensträuße, dekoriert das Bett seiner toten Frau und versiegelt das Zimmer von außen. Später fängt Georges eine Taube ein, die sich in den Flur verirrt hat, nachdem er eine erste zuvor verscheucht hat. Er lässt das Tier aber frei und hinterlässt Briefe. In einer letzten Halluzination sieht Georges seine verstorbene Ehefrau an der Spüle stehen. Anne fordert ihn auf, mit ihr auszugehen. Georges nimmt daraufhin seinen Mantel und folgt ihr aus der Wohnung.
Eva geht später, ganz in Schwarz gekleidet, durch die leere Wohnung und nimmt auf dem Sessel des Vaters Platz.

## Entstehungsgeschichte

### Gründe für das Projekt und Vorarbeiten Hanekes

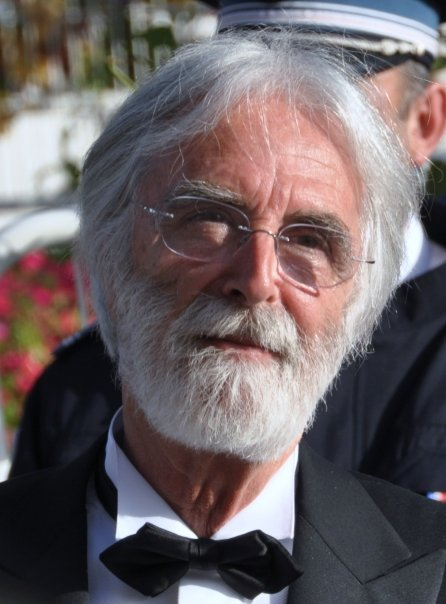
Michael Haneke in Cannes, 2009

Michael Haneke nannte die Zusammenarbeit mit Jean-Louis Trintignant und den Stoff selbst als Beweggründe, den Film zu realisieren. Als Ausgangspunkt für seine Überlegungen diente Haneke der Selbstmord seiner über 90-jährigen Tante, die ihn großgezogen hatte. Diese hatte laut Haneke unter schwerem Rheumatismus gelitten und die letzten Jahre allein in ihrer Wohnung gelebt, weil sie nicht in einem Altenheim untergebracht werden wollte. Sie habe den Regisseur selbst erfolglos um Sterbehilfe gebeten. Haneke zufolge sei das Hauptthema seines Drehbuchs nicht Alter und Tod, „sondern die Frage, wie man mit dem Leiden eines geliebten Menschen umgeht“.
Haneke beschäftigte sich mit dem Stoff seit 1992. Die Arbeit am Drehbuch wurde jedoch durch eine Schreibblockade unterbrochen. Haneke arbeitete normalerweise vor dem Schreibprozess das Skript genau aus. Bei Liebe war er sich aber über den Schluss der Geschichte nicht im Klaren. Er fing mit dem Schreiben an in der Hoffnung, dass ihm dieser bei der Arbeit einfallen würde, was sich aber nicht bewahrheitete. „Ich habe mich mit dem Drehbuch furchtbar gequält und der Eindruck blieb, daß es mir nicht gelungen ist, das Thema in den Griff zu kriegen“, so Haneke. Gleichzeitig stellte der Regisseur fest, dass die schweizerisch-kanadische Berufskollegin Léa Pool mit La dernière fugue (2010) eine ähnliche Geschichte um einen alten Mann, der von seiner Frau gepflegt wird, realisiert hatte. Daraufhin ließ er das Projekt zugunsten eines anderen ruhen. Er arbeitete nur noch sporadisch daran, bis sich seine Schreibblockade löste und er das Drehbuch eigenen Angaben zufolge zügig fertigstellen konnte. Haneke verfasste es eigens für Trintignant, nachdem er bereits die Skripte für Die Klavierspielerin (2001) sowie Caché (2005) eigens für Schauspieler (Isabelle Huppert und Daniel Auteuil) entwickelt hatte. Haneke bevorzugt diese Arbeitsweise, da er so „speziell für die Vorteile des jeweiligen Schauspielers schreiben und diese besonders herausarbeiten“ könne.
Haneke wollte vermeiden, ein Sozialdrama zu erzählen, und wählte daher, wie in seinen früheren Werken, ein gutbürgerliches Milieu, in dem er sich auch besser auskannte. Er wollte den Fall von den finanziellen und sozialen Nöten entkleiden, damit nur das wesentliche menschliche Drama übrig bleibe, anstatt ein spezieller „Härtefall“, der mit Geld hätte gelöst werden können. Gleichzeitig legte er den Film als kammerspielartige Inszenierung an, der fast nur in der Wohnung des Paares spielt. „Wenn man alt und krank wird, beschränkt sich die Welt zunehmend auf die eigenen vier Wände; ich habe die klassische Form der Einheit von Ort und Handlung gewählt, weil das eine gewisse Strenge hat, das fand ich dem Thema Tod angemessen“, so Haneke. Der Filmemacher wollte das Zeigen eines Krankenhauses oder der Behandlungen vermeiden, da er diesen „falsch verstandenen Naturalismus“ eher im Fernsehspiel aufgehoben sieht. In seiner Vorbereitung hatte er dennoch Krankenhäuser und Sprachkurse besucht, bei denen Patienten das Sprechen wiedererlernen. Haneke will sentimentale Effekte vermieden haben, da er „allergisch“ gegen Sentimentalität sei. Sie sei ihm „lästig oder unangenehm“.
Das Skript verfasste Haneke wie auch bei seinen früheren fremdsprachigen Produktionen in deutscher Sprache und ging es dann Satz für Satz mit seinem langjährigen Übersetzer durch. „Soviel Französisch kann ich, dass ich beurteilen kann, ob die Übersetzung auch genau das ausdrückt, was ich sagen wollte, auch weil meine Dialoge ja immer einem bestimmten Milieu entstammen, das ebenso in die andere Sprache transportiert werden soll, aber ich bin nicht in der Lage, einen französischen Dialog zu schreiben“, so Haneke.

### Besetzung der Rollen
Haneke begann im Sommer 2009 mit den Arbeiten für das finale Drehbuch für Jean-Louis Trintignant, den er immer bewundert habe. Der Schauspieler, der als einer der großen Stars des französischen Kinos gilt, war dem Regisseur erstmals vor Jahrzehnten durch mehrere Filme (unter anderem Leichen pflastern seinen Weg, 1968) aufgefallen, da dieser die Dinge nach Meinung Hanekes nicht ausspiele, sondern sie nur andeute. Trintignant behalte auf diese Weise als Schauspieler sein „Geheimnis“ für sich. („[…] mich hat von Anfang an sein Blick fasziniert, sein stiller, insistierender Blick.“) Trintignant, der seine Filmkarriere Mitte der 2000er Jahre hatte ausklingen lassen und zurückgezogen auf dem Land lebte, war Haneke nicht bekannt, da er auch keine Kinovorstellungen mehr besuchte. Ursprünglich wollte er in keinem Film mehr mitwirken und war der Meinung, als Theaterschauspieler besser zu sein. Ein erster Kontakt kam durch die Vermittlung von Hanekes Filmproduzentin Margaret Ménégoz zustande, als Trintignant den Part des Erzählers für die französische Filmfassung von Das weiße Band – Eine deutsche Kindergeschichte (2009) übernahm, von dem der Schauspieler angetan war. Als Trintignant von Haneke die männliche Hauptrolle des Georges in Liebe angeboten bekam, stand er dem Projekt zunächst ablehnend gegenüber („Als ich das Drehbuch gelesen hatte, fand ich es deprimierend. Ich sagte zu Haneke, ich werde den Film nicht machen. Aber ich bin froh, das Drehbuch gelesen zu haben. So weiß ich wenigstens, dass ich mir diesen Film nicht anschauen werde.“). Er konnte aber nachträglich durch Margaret Ménégoz umgestimmt werden. Sie habe Trintignant entgegnet, dass es ihm im Moment vielleicht nicht so gutgehe, aber wenn er den Film nicht mache, es ihm noch schlechter gehen würde. Tatsächlich sollte Ménégoz recht behalten und Trintignant ging es eigenen Angaben zufolge nach den Dreharbeiten „eher nicht schlechter“. Haneke gab später an, dass er ohne Trintignant Liebe nie realisiert hätte.
Für die weibliche Hauptrolle der Anne verpflichtete Haneke Emmanuelle Riva. Die französische Schauspielerin war ein „Jugendschwarm“ Hanekes gewesen, nachdem er sie in Hiroshima, mon amour (1959) gesehen hatte, einem seiner Lieblingsfilme. Er hatte Riva „immer außergewöhnlich“ gefunden, aber nach dem Spielfilm von Alain Resnais aus den Augen verloren. Bei der Besetzung der Rolle schloss Haneke zunächst alle französischen Schauspielerinnen aus, die für den Part der Mutter in seinen vorangegangenen Filmen Die Klavierspielerin sowie Caché vorgesprochen hatten und die er als unpassend empfand. Er sei jedoch immer wieder auf seine Erinnerung an die junge Schauspielerin aus Hiroshima, mon amour zurückgekommen, die schließlich mit der Anfallszene in der Küche beim regulären Casting vorsprach („Wenn ich ein Casting veranstalte, nehme ich immer die schwierigste Szene, um sicherzustellen, daß ein Darsteller bereit ist, bis zum Äußersten zu gehen.“) und von Haneke sehr schnell verpflichtet wurde. Laut dem Regisseur habe Riva die besten Probeaufnahmen dargeboten, die Autorität einer Klavierpädagogin ausgestrahlt und perfekt zu Trintignant gepasst. Beide hatten Jahrzehnte zuvor bereits in Gianni Puccinis Episodenfilm Io uccido, tu uccidi (1965, Episode La donna che viveva sola) gemeinsam vor der Kamera gestanden. Für die Dreharbeiten erlernte Riva das Klavierspiel.

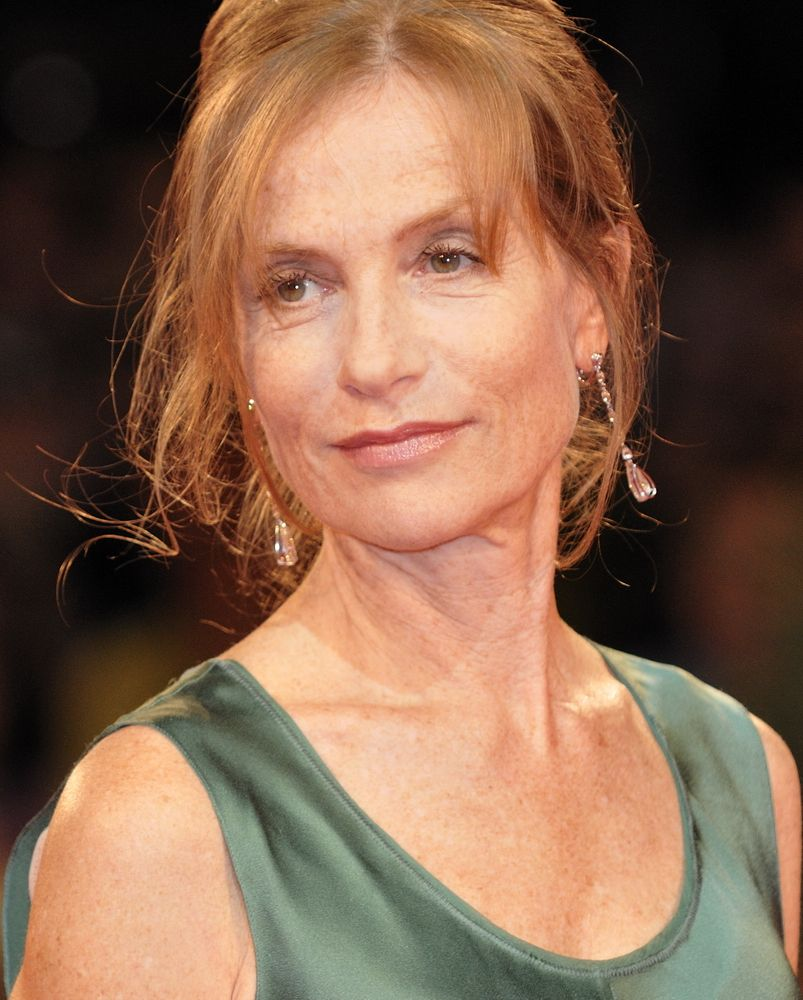
Isabelle Huppert spielt die Filmtochter von Trintignant und Riva

Die Nebenrolle der Tochter besetzte Haneke mit Isabelle Huppert, die bereits in seinen vorangegangenen Filmen Die Klavierspielerin und Wolfzeit (2003) Hauptrollen bekleidet hatte. Als früherer Klavierschüler wurde der bekannte Pianist Alexandre Tharaud verpflichtet, der laut Haneke der beste Schauspieler unter den gecasteten Musikern gewesen sei und auch die Klavierstücke zum Film interpretierte.

### Dreharbeiten
Die Dreharbeiten fanden in den TSF-Filmstudios in Épinay-sur-Seine, nördlich von Paris, statt. Aufgrund des hohen Alters von Riva und Trintignant, die beide über 80 Jahre alt waren, konzipierte man einen längeren Drehplan von acht Wochen, damit die Schauspieler, wenn es nötig gewesen wäre, auch Zeit zum Pausieren gehabt hätten. Riva und Trintignant hatten sich laut Angaben des Schauspielers bereits etwa zwanzig Wochen vor Beginn der Dreharbeiten getroffen und viel über die Rollen gesprochen. „Vom ersten Moment an hat es sich zwischen Emmanuelle und mir so angefühlt, als wären wir 60 Jahre zusammen […] Es gab eine Empfindsamkeit zwischen uns, die man nicht erklären kann – ganz natürlich“, so Trintignant.
Die komplette Wohnung von Georges und Anne wurde mitsamt einem Innenhof als Kulisse im Studio errichtet. Beim Verfassen des Drehbuchs hatte sich Haneke am Wiener Wohnungsgrundriss seiner Eltern orientiert, der entsprechend nachgebaut, aber mit französischem Mobiliar gefüllt wurde. Haneke, dessen Stiefvater Dirigent und Komponist war, half die bekannte „Geografie“ beim Erfinden der Details, während die Handlung selbst überhaupt nichts mit der Geschichte seiner Eltern zu tun habe. Gleichzeitig arbeitete der Regisseur mit „Prävisualisierung“ und plante jede Einstellung bereits zu Hause anhand eines Modells. Für das Szenenbild arbeitete der Regisseur erstmals mit dem französischen Art Director Jean-Vincent Puzos (unter anderem Lord of War – Händler des Todes, 10.000 B.C.) zusammen. Puzos ließ die Bibliothek in Georges und Annes Wohnung aus massiver Eiche schreinern, während Haneke die Bücher nach Thema und Alphabet sortieren ließ, obwohl die Titel in keiner Nahaufnahme zu sehen sind. Puzos passte Originalfenster sowie echtes, altes Parkett in die Dekoration ein, das jedoch mit schallisolierendem Material gedämpft wurde. Um einen echten Aufzug zu installieren, wurde das Bühnenbild circa vier bis fünf Meter über dem Studioboden errichtet. Auch Hanekes Ehefrau trug zur Ausstattung des Films bei. Als Kameramann wurde der Franzose Darius Khondji verpflichtet, der zuvor mit Haneke an Funny Games U.S. (2007) zusammengearbeitet hatte. Da Haneke auf eine möglichst realistische Ausleuchtung Wert legte, arbeitete Khondji mit elektronisch steuerbaren Scheinwerfern. Gleichzeitig überredete Khondji den Regisseur zur Verwendung der digitalen Kinokamera ARRI Alexa.
Haneke drehte die Szenen von Liebe überwiegend in chronologischer Reihenfolge. Jean-Louis Trintignant, der Haneke einmal halb im Ernst fragte, ob er aufgrund seiner körperlichen Verfassung mit Riva die Rolle tauschen dürfe, habe altersbedingt sporadisch Gedächtnisprobleme und motorische Schwierigkeiten gehabt. Trintignant gab später an, er habe niemals mit einem so anspruchsvollen Regisseur wie Haneke zusammengearbeitet. „Die ersten Aufnahmen waren ein wenig freier und ungeordneter, aber dann hat sich Haneke nach und nach mehr eingebracht und bestimmte Arrangements eingefordert. Es gab viele Momente, in die man sich vertiefte“, so der Schauspieler. Trintignant erinnerte sich rückblickend auch an eine Szene, in der er Haneke beweisen wollte, wozu er als Schauspieler in der Lage sei. „Haneke sah zu und sagte, das sei gut gewesen, aber das sei keineswegs Teil des Films. Und er hatte recht. Ich wollte zeigen, was ich über meine Figur herausgefunden hatte. Er aber sagte, er sei nicht an meiner Figur interessiert, sondern nur daran, was sich zwischen den Figuren ereignen würde. Zwischen dem Paar, aber auch zwischen mir und der Tochter. Er ist der Regisseur, er überblickt den Film, wir bringen Teile ein und müssen konzentriert, diszipliniert arbeiten wie der Mann, der für das Licht zuständig ist. Wir sehen nicht das größere Bild. Es gibt eigentlich keine guten Schauspieler, sondern nur Regisseure, die Schauspieler gut erscheinen lassen können“, so Trintignant.
Während des Szenendrehs mit der Taube, für die die Crew zwei Tage benötigte, stürzte Trintignant und brach sich das Handgelenk. Wegen der Verletzung musste auf die noch bevorstehende Tötungsszene von Anne Rücksicht genommen werden. Haneke erprobte gemeinsam mit seinem Assistenten den richtigen Ablauf, damit Trintignants geschwollene Hand nicht im Bild zu sehen war. Die Plansequenz wurde dreimal gedreht, von der er den letzten Take für die Filmversion verwendete – Trintignant legte das Kissen auf Rivas Kopf und stützte sich auf den linken Ellenbogen, was seiner Spielpartnerin Zeit gab, den Kopf unter dem Kissen zur Seite zu drehen. Trintignant warf sich daraufhin mit seinem gesamten Gewicht auf das Kissen und stützte sich dabei mit der rechten Hand vom Bett ab. Dadurch entstand laut Haneke die Illusion, dass er mit aller Kraft auf das Kissen drückt.
Emmanuelle Riva verbrachte die Zeit als Einzige der Filmcrew ständig in unmittelbarer Nähe der Filmstudios. Sie habe sich eigenen Angaben zufolge sehr mit der Rolle der Anne identifiziert und während der Dreharbeiten ständig in Kontakt mit der Figur gestanden. Sie habe unglaubliches Vertrauen und Selbstsicherheit bei der Arbeit mit Haneke verspürt. Um die Sprachprobleme ihrer Figur nach dem Schlaganfall authentischer erscheinen zu lassen, wurde ihr von einem Zahnarzt eine kleine Vorrichtung angefertigt. Riva nahm zusätzlich ein Stück Baumwolle in den Mund, damit ihre Lippen nach dem Schlaganfall deformierter aussahen. Die traurige Stimmung des Films habe sich laut Riva nicht auf sie selbst übertragen. Schwierigkeiten habe sie laut Haneke jedoch mit der Duschszene gehabt, in der ihr nackter Körper nur von einer Krankenpflegerin verdeckt wird. Haneke drehte die Einstellung sehr schnell zweimal, um die unbehagliche Situation für die Schauspielerin abzukürzen.
Isabelle Huppert hatte mit den beiden Hauptdarstellern bereits gearbeitet. Sie war als Ehefrau von Trintignant in Michel Devilles Kriminalfilm Stille Wasser (1981) zu sehen. Im Jahr 2000 hatte sie auf dem Theaterfestival von Avignon in Jacques Lassalles Inszenierung von Euripides’ Tragödie Medea die Titelrolle bekleidet, während Riva den auf eine Person reduzierten Chor der korinthischen Frauen übernommen hatte. Huppert habe sich durch Riva an ihre eigene Mutter erinnert gefühlt, über die sie nachzudenken begann.

### Postproduktion
Haneke war mit den Bildern der Digitalkamera nachträglich unzufrieden. Ähnliche Probleme mit der digitalen Technik hatte er zuvor schon mit seinem Kameramann Christian Berger bei Caché erlebt. Bei Liebe gab es viele Diskussionen über die Bildqualität zwischen Khondji und Haneke. Wegen der mangelhaften Schärfe wurde das gesamte Bildmaterial in die digitale Nachbearbeitung gegeben. Nach der Farbkorrektur Khondjis überarbeitete Haneke das Filmmaterial noch mehrere Wochen lang in Wien.
Zum Titel Amour wurde Haneke durch seinen Hauptdarsteller Jean-Louis Trintignant inspiriert, der diesen nach dem Lesen des Drehbuchs vorgeschlagen habe, da die Geschichte so voller Liebe sei.

## Synchronisation
Angenehm überrascht zeigte sich Haneke über die Arbeit an der deutschen Synchronisation des Films, obwohl er Synchronisationen „eigentlich immer schrecklich“ finde und die originale Sprachfassung bevorzuge. Bei Liebe beeindruckte ihn die Leistung Hans-Michael Rehbergs, der Trintignants Part übernahm und diesen seiner Meinung nach „sehr gut“ meisterte. Zuvor hatte ihm von den vorangegangenen Synchronisationen seiner Filme nur jene zu Die Klavierspielerin gefallen, an der er auch selbst mitinvolviert war. Die deutsche Fassung entstand bei der Berliner Synchron GmbH – Wenzel Lüdecke. Das Dialogbuch schrieb Hilke Flickenschildt, Regie führte Heike Kopatsch.

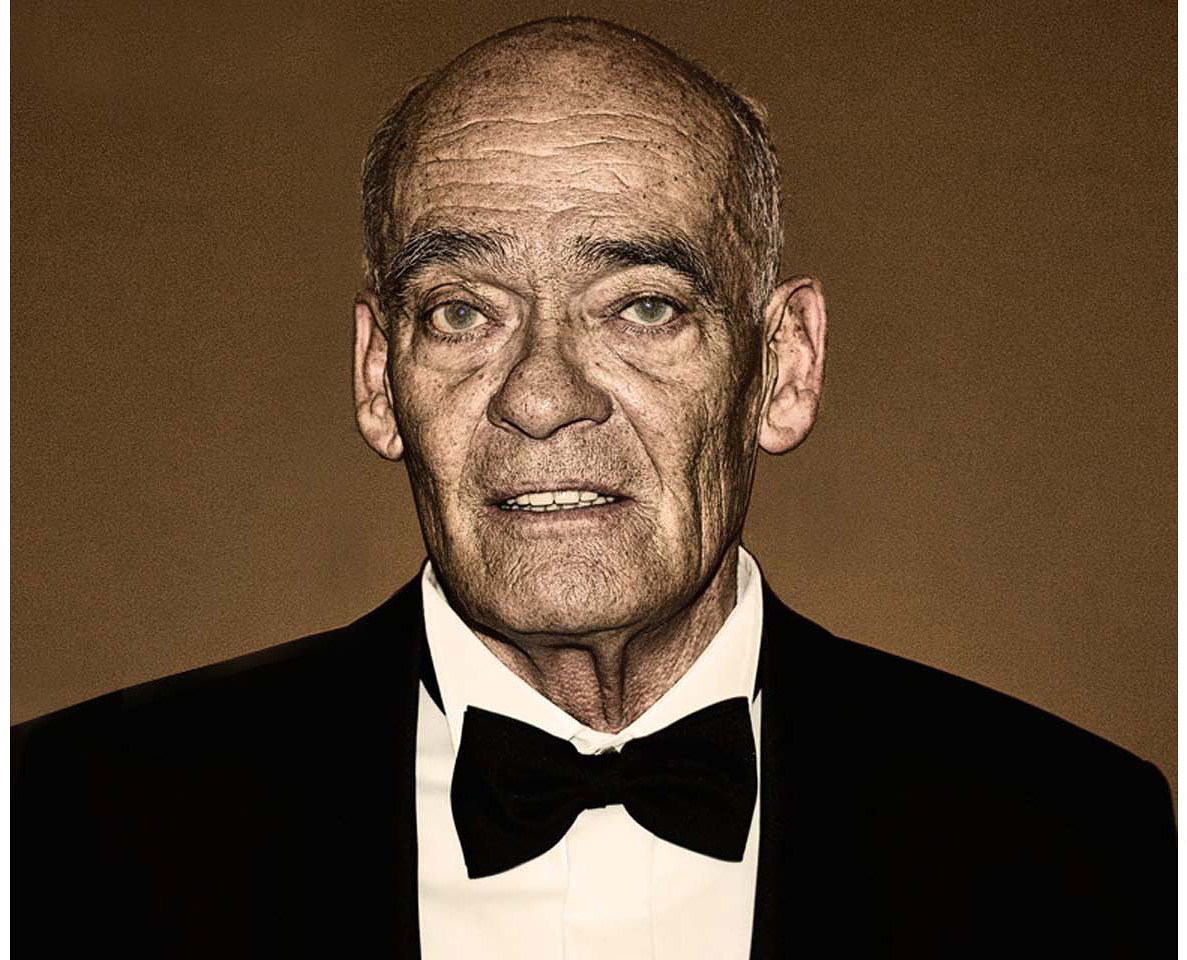
Hans-Michael Rehberg, die deutsche Synchronstimme von Jean-Louis Trintignant

| Darsteller             | Rolle                 | Synchronsprecher     |
| ---------------------- | --------------------- | -------------------- |
| Jean-Louis Trintignant | Georges               | Hans-Michael Rehberg |
| Emmanuelle Riva        | Anne                  | Ursula Werner        |
| Isabelle Huppert       | Eva                   | Traudel Haas         |
| Alexandre Tharaud      | Alexandre             | Nico Mamone          |
| William Shimell        | Geoff, Evas Mann      | Jeff Burrell         |
| Rita Blanco            | die Concierge         | Monica Bielenstein   |
| Ramón Agirre           | Ehemann der Concierge | Abelardo Decamilli   |
| Dinara Drukarova       | erste Pflegerin       | Gjulnas Schuch       |
| Carole Franck          | zweite Pflegerin      | Sabine Falkenberg    |
| Laurent Capelluto      | Polizist              | n.n                  |
| Jean-Michel Monroc     | Polizist              | n.n.                 |
| Suzanne Schmidt        | Nachbarin             | n.n.                 |
| Damien Jouillerot      | Sanitäter             | n.n.                 |
| Walid Afkir            | Sanitäter             | n.n.                 |

### Musik
Als Musik verwendete Haneke Kompositionen von Franz Schubert, unter anderem dessen drittes Impromptu. Da die Musik im Film wiederholt abgebrochen wird („Eine Metapher, die unangestrengt funktioniert.“), hatte er zuerst den Gedanken, den Film La musique s’arrête (dt.: „Die Musik hört auf“) zu betiteln.
Auch beim Besuch ihres Schülers Alexandre, den Anne bittet die zweite von Beethovens Bagatellen op. 126 zu spielen, bricht die Musik, kaum hat sie begonnen, wieder ab.
Andeutungen auf den Seelenzustand des Paares im Film transportieren die Musikfragmente. Georges spielt das Choralvorspiel von Bach, Ich ruf zu dir, Herr Jesu Christ, ich bitt, erhör mein Klagen … bricht es aber bald ab. Anne fragt: „Warum spielst du nicht weiter?“ und Georges schweigt.

## Zitat
„Was man als Kunstschaffender versucht: zu einer möglichst großen Einfachheit zu gelangen. … Es (Liebe) war der Versuch einfacher zu sein.“

## Rezeption

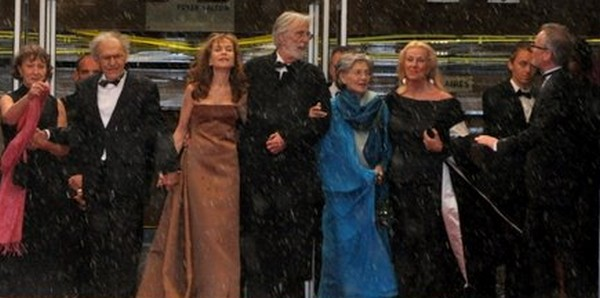
Haneke mit seinen Darstellern bei den Filmfestspielen von Cannes, 2012

Bei der Uraufführung auf den Filmfestspielen von Cannes wurde Liebe großes Lob seitens der Fachkritik zuteil. Die Produktion wurde als Mitfavorit auf den Hauptpreis des Filmfestivals gehandelt, den Haneke bereits 2009 bei seiner letzten Teilnahme für Das weiße Band – Eine deutsche Kindergeschichte erhalten hatte. Liebe schnitt im Kritikenspiegel der britischen Fachzeitschrift Screen International gemeinsam mit Cristian Mungius După dealuri am besten ab (3,3 von vier möglichen Sternen). Auch bei der französischen Fachkritik war Liebe der Film, dem man am ehesten den Gewinn der Goldenen Palme zutraute.
Thomas Sotinel (Le Monde) bemerkte, dass Haneke noch nie so ein großer Realist gewesen sei wie bei seinem neuesten Film, und lobte die Leistungen der beiden Hauptdarsteller – Emmanuelle Riva als hartnäckige und autoritäre Anne und Jean-Louis Trintignant als ironischer Georges. Wie bei seinen früheren Originaldrehbüchern zeichne sich das Skript durch sorgfältige Beobachtungen aus, die dann in den Dienst einer Geschichte und der Figuren gelegt würden. Der Farb-Virtuose Darius Khondji arbeite bei seiner Kameraarbeit „nüchtern“ mit einer begrenzten, gedämpften Farbpalette. Le Figaro wies in einer Kurzkritik auf die „klinischen Bilder“ und täglichen Skizzen hin und bewertete die Leistung von Trintignant als „kaiserlich und berührend“. Liebe sei jedoch nicht die beste Arbeit von Haneke.
Ebenfalls großes Lob wurde dem Film von der deutschsprachigen Fachkritik zuteil. Laut einer Kurzkritik von Verena Lueken (Frankfurter Allgemeine Zeitung) blicke Haneke in seine eigene Zukunft und zeige diskret, was an Intimität bleibe. „Kein Blutbad hat bisher das Entsetzen auf die Gesichter der zweitausenddreihundert Zuschauer gezeichnet, das Haneke mit einer Szene, in der Anne geduscht wird, bei ihnen auslöste“, resümierte Lueken. Susan Vahabzadeh (Süddeutsche Zeitung) empfand Liebe wie die übrigen französischen Filme Hanekes als „ein wenig weicher“, im Gegensatz zu den österreichischen Produktionen. Der Regisseur banne mit der Geschichte des Ehepaares die „grausame, erbarmungslose Natur“ auf die Leinwand, die verlange, „dass alles, was lebt, auch sterben muss“. „[…] jedes Bild und jede Einstellung, jeder kleine Dialog“ bereichere eine Geschichte, „die einen ganz leise und ohne großes Aufhebens bis ins Mark erschüttert“, so Vahabzadeh.
Anfang September 2012 wählte eine vom Fachverband der Film- und Musikindustrie einberufene Jury Liebe als offiziellen Kandidaten der Austrian Film Commission für eine Oscar-Nominierung in der Kategorie Bester fremdsprachiger Film aus. Der Film sei laut Votum der Jury ein „virtuos inszeniertes, formal strenges Kammerspiel.“ Mit Jean-Louis Trintignant und Emmanuelle Riva verdichte Haneke „die ausweglose Liebesgeschichte eines alt gewordenen Ehepaares zur Fallstudie“. Das Ergebnis sei „kompromisslos, gleichermaßen erschreckend und berührend“. Theoretisch hätten auch Frankreich und Deutschland als Koproduktionsländer Anrecht gehabt, den Film als Oscar-Kandidaten vorzuschlagen. Frankreich entsandte aber die Tragikomödie Ziemlich beste Freunde, Deutschland das Drama Barbara.
Die Deutschlandpremiere des Films fand am 11. September 2012 in Hanekes Anwesenheit im Berliner Kino International statt. Der offizielle Kinostart in Deutschland fand am 20. September 2012 statt. Im deutschen Free-TV war der Film erstmals am 21. September 2014 und ein weiteres Mal am 26. Juni 2022 im ersten Fernsehprogramm der ARD zu sehen.
2016 belegte Liebe bei einer Umfrage der BBC zu den 100 bedeutendsten Filmen des 21. Jahrhunderts den 42. Platz.

## Auszeichnungen
Für Liebe erhielt Haneke 2012 seine sechste Einladung in den Wettbewerb der Internationalen Filmfestspiele von Cannes, wo der Regisseur nach 2009 zum zweiten Mal mit der Goldenen Palme, dem Hauptpreis des Festivals, ausgezeichnet wurde. Jurypräsident Nanni Moretti hatte noch vor Verkündigung des Filmtitels die „fundamentale Beteiligung“ der beiden Hauptdarsteller Jean-Louis Trintignant und Emmanuelle Riva herausgestellt. Er gab bei der abschließenden Pressekonferenz der Jury an, dass man Liebe auch den Darsteller- und Drehbuchpreis zuerkannt hätte. Jedoch sei die Goldene Palme entsprechend den Richtlinien des Festivals mit keinem weiteren Preis kombinierbar.
In der Filmpreissaison 2012/13 folgten über 80 weitere internationale Auszeichnungen, darunter ein Golden Globe (Bester fremdsprachiger Film), zwei BAFTA Awards (Beste Hauptdarstellerin – Emmanuelle Riva, Bester nicht-englischsprachiger Film) und fünf französische Césars (Bester Film, Beste Regie, Beste Hauptdarsteller – Jean-Louis Trintignant und Emmanuelle Riva, Bestes Original-Drehbuch). 2013 war der Film außerdem für fünf Oscars (Bester Film, Beste Regie, Beste Hauptdarstellerin – Emmanuelle Riva, Bestes Originaldrehbuch, Bester fremdsprachiger Film – Österreich) nominiert und er gewann die Auszeichnung für den besten fremdsprachigen Film.
Übersicht über die gewonnenen Preise (Auswahl):
2012
- Internationalen Filmfestspiele von Cannes: Goldene Palme
- Durban International Film Festival: Bester Film
- Festival Internacional de Cine de Donostia-San Sebastián: Grand Prix de la FIPRESCI
- Europäischer Filmpreis: Bester Film, Beste Regie, Bester Darsteller (Jean-Louis Trintignant), Beste Darstellerin (Emmanuelle Riva)
- New York Film Critics Circle Award: Bester ausländischer Film
- National Board of Review Award: Bester fremdsprachiger Film
- Boston Society of Film Critics Award: Beste Hauptdarstellerin (Emmanuelle Riva), Bester fremdsprachiger Film
- New York Film Critics Online Award: Beste Hauptdarstellerin (Emmanuelle Riva), Bester fremdsprachiger Film
- Los Angeles Film Critics Association Award: Bester Film, Beste Hauptdarstellerin (Emmanuelle Riva)
- Washington DC Area Film Critics Association Award: Bester fremdsprachiger Film
- Las Vegas Film Critics Society Award: Bester fremdsprachiger Film
- Kansas City Film Critics Circle Award: Bester fremdsprachiger Film
- San Francisco Film Critics Circle Award: Bester fremdsprachiger Film, Beste Hauptdarstellerin (Emmanuelle Riva)
- Toronto Film Critics Association Award: Bester fremdsprachiger Film
- Chicago Film Critics Association Award: Bester fremdsprachiger Film
- Dallas-Fort Worth Film Critics Association Award: Bester fremdsprachiger Film
- Oklahoma Film Critics Circle Award: Bester fremdsprachiger Film

2013

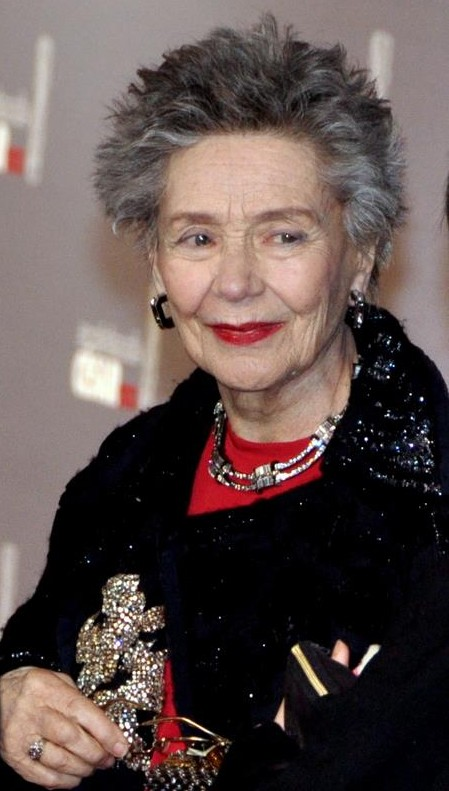
Emmanuelle Riva bei der César-Verleihung, 2013

- National Society of Film Critics Award: Bester Film, Beste Regie, Beste Hauptdarstellerin (Emmanuelle Riva)
- Critics’ Choice Movie Award: Bester fremdsprachiger Film
- Golden Globe Award: Bester fremdsprachiger Film
- Bayerischer Filmpreis: Beste Regie
- Étoile d’Or: Beste Regie, Bester Hauptdarsteller (Jean-Louis Trintignant)
- Prix Lumières: Bester Film, Bester Hauptdarsteller (Jean-Louis Trintignant), Beste Hauptdarstellerin (Emmanuelle Riva)
- London Critics’ Circle Film Award: Bester Film, Beste Hauptdarstellerin (Emmanuelle Riva), Bestes Drehbuch
- Guldbagge: Bester ausländischer Film
- Der Papierene Gustl: Bester Film des Jahres
- BAFTA Award: Bester fremdsprachiger Film, Beste Hauptdarstellerin (Emmanuelle Riva)
- Prix du Syndicat Français de la Critique: Bester französischer Film
- César: Bester Film, Beste Regie, Bester Hauptdarsteller (Jean-Louis Trintignant), Beste Hauptdarstellerin (Emmanuelle Riva), Bestes Original-Drehbuch
- Independent Spirit Award: Bester ausländischer Film
- Oscar: Bester fremdsprachiger Film
- Bodil: Bester nicht-amerikanischer Film
- Robert: Bester nicht-amerikanischer Film
- Polnischer Filmpreis: Bester europäischer Film
- Diagonale: Preis „Innovative Produktionsleistung“ (Wega Film)